# Lijst van Tweede Kamerleden 1858-1860
Lijst van Tweede Kamerleden 1858-1860 geeft een overzicht van de leden van de Nederlandse Tweede Kamer in de periode tussen de periodieke verkiezingen van 1858 en de periodieke verkiezingen van 1860. De zittingsperiode van de Tweede Kamer ging in op 20 september 1858 en eindigde op 14 september 1860.
De Tweede Kamer telde in 1858 68 leden, die gekozen werden in 38 kiesdistricten. Zij werden gekozen voor een termijn van vier jaar; om de twee jaar werd de helft van de Tweede Kamer vernieuwd. In 1859 werd het aantal leden van de Tweede Kamer uitgebreid van 68 naar 72. De hierbij betrokken kiesdistricten waren Amsterdam (van vijf naar zes afgevaardigden), Rotterdam (van twee naar drie), Dokkum en Gorinchem (beide van een naar twee). 
| Naam                                     | groepering                | district         | begindatum        | einddatum         | refs   |
| ---------------------------------------- | ------------------------- | ---------------- | ----------------- | ----------------- | ------ |
| Dirk van Akerlaken                       | liberalen                 | Hoorn            | 20 september 1858 | 5 mei 1860        | [ 2 ]  |
| Sebastiaan Anemaet                       | thorbeckianen             | Zierikzee        | 20 september 1858 | 14-09-1862 [ e ]  | [ 3 ]  |
| Hubert van Asch van Wijck                | antirevolutionairen       | Amersfoort       | 20 september 1858 | 14-09-1862 [ e ]  | [ 4 ]  |
| Carolus Beens                            | thorbeckianen             | Tilburg          | 17-09-1856 [ f ]  | 13 januari 1859   | [ 5 ]  |
| Carolus Beens                            | thorbeckianen             | Tilburg          | 26 februari 1859  | 14 september 1860 | [ 5 ]  |
| Warnardus Begram                         | conservatieven            | Gorinchem        | 15 februari 1859  | 14-09-1862 [ e ]  | [ 6 ]  |
| Gerardus Betz                            | thorbeckianen             | Rotterdam        | 15 februari 1859  | 14-09-1862 [ e ]  | [ 7 ]  |
| Charles de Bieberstein Rogalla Zawadsky  | thorbeckianen             | Maastricht       | 20 september 1858 | 14-09-1862 [ e ]  | [ 8 ]  |
| Steven Blaupot ten Cate                  | liberalen                 | Groningen        | 17-09-1856 [ f ]  | 6 augustus 1859   | [ 9 ]  |
| Pieter van Bosse                         | liberalen                 | Zutphen          | 30 april 1860     | 14 september 1860 | [ 10 ] |
| Johannes Bots                            | thorbeckianen             | Eindhoven        | 17-09-1856 [ f ]  | 14 september 1860 | [ 11 ] |
| Willem de Brauw                          | conservatief-protestanten | Gouda            | 17-09-1856 [ f ]  | 14 september 1860 | [ 12 ] |
| Isaäc ter Bruggen Hugenholtz             | thorbeckianen             | Dokkum           | 20 september 1858 | 14-09-1862 [ e ]  | [ 13 ] |
| Joannes van Deinse                       | conservatieven            | Goes             | 17-09-1856 [ f ]  | 12 juli 1859      | [ 14 ] |
| Isaäc Delprat                            | conservatieven            | 's-Gravenhage    | 20 september 1858 | 14-09-1862 [ e ]  | [ 15 ] |
| Bernhard van Diggelen                    | liberalen                 | Goes             | 20 september 1859 | 14 september 1860 | [ 16 ] |
| Jacob Dirks                              | conservatieven            | Leeuwarden       | 17-09-1856 [ f ]  | 14 september 1860 | [ 17 ] |
| Gustaaf Dommer van Poldersveldt          | conservatief-katholieken  | Nijmegen         | 17-09-1856 [ f ]  | 14 september 1860 | [ 18 ] |
| Willem Dullert                           | thorbeckianen             | Zutphen          | 20 september 1858 | 14-09-1862 [ e ]  | [ 19 ] |
| Albertus Duymaer van Twist               | liberalen                 | Amsterdam        | 20 september 1858 | 14-09-1862 [ e ]  | [ 20 ] |
| Daniël van Eck                           | thorbeckianen             | Middelburg       | 17-09-1856 [ f ]  | 14 september 1860 | [ 21 ] |
| Pieter Elout van Soeterwoude             | antirevolutionairen       | Gorinchem        | 17-09-1856 [ f ]  | 14 september 1860 | [ 22 ] |
| Cornelis van Foreest                     | conservatief-protestanten | Alkmaar          | 17-09-1856 [ f ]  | 14 september 1860 | [ 23 ] |
| Siebert van Franck                       | conservatieven            | Amsterdam        | 20 september 1858 | 14-09-1862 [ e ]  | [ 24 ] |
| Willem Gevers Deynoot                    | thorbeckianen             | 's-Gravenhage    | 17-09-1856 [ f ]  | 14 september 1860 | [ 25 ] |
| Michel Godefroi                          | gematigde liberalen       | Amsterdam        | 17-09-1856 [ f ]  | 23 februari 1860  | [ 26 ] |
| Jan van Goltstein                        | conservatieven            | Amersfoort       | 10 juli 1860      | 14 september 1860 | [ 27 ] |
| Floris van Hall                          | conservatief-liberalen    | Hoorn            | 17-09-1856 [ f ]  | 23 februari 1860  | [ 28 ] |
| Jan Heemskerk                            | liberalen                 | Amsterdam        | 24 maart 1860     | 14 september 1860 | [ 29 ] |
| Jan Heemskerk                            | thorbeckianen             | Haarlem          | 20 september 1858 | 14-09-1862 [ e ]  | [ 30 ] |
| Louis van Heiden Reinestein              | conservatieven            | Assen            | 17-09-1856 [ f ]  | 1 oktober 1858    | [ 31 ] |
| Louis van Heiden Reinestein              | conservatieven            | Assen            | 15 november 1858  | 14 september 1860 | [ 31 ] |
| Johannes Hengst                          | liberalen                 | Boxmeer          | 17-09-1856 [ f ]  | 14 september 1860 | [ 32 ] |
| Cornelis van Heukelom                    | liberalen                 | Amsterdam        | 15 februari 1859  | 14 september 1860 | [ 33 ] |
| Cornelis Hoekwater                       | conservatieven            | Delft            | 17-09-1856 [ f ]  | 14 september 1860 | [ 34 ] |
| Wolter van Hoëvell                       | thorbeckianen             | Almelo           | 17-09-1856 [ f ]  | 14 september 1860 | [ 35 ] |
| Mari Hoffmann                            | conservatief-protestanten | Gouda            | 20 september 1858 | 14-09-1862 [ e ]  | [ 36 ] |
| Anthony Hoynck van Papendrecht           | liberalen                 | Rotterdam        | 20 september 1858 | 14-09-1862 [ e ]  | [ 37 ] |
| Wieger Idzerda                           | thorbeckianen             | Leeuwarden       | 20 september 1858 | 14-09-1862 [ e ]  | [ 38 ] |
| Franciscus Jespers                       | thorbeckianen             | Tilburg          | 20 september 1858 | 14-09-1862 [ e ]  | [ 39 ] |
| Jacobus de Kempenaer                     | conservatieven            | Tiel             | 20 september 1858 | 14-09-1862 [ e ]  | [ 40 ] |
| Nicolaas Kien                            | conservatieven            | Utrecht          | 20 september 1858 | 14-09-1862 [ e ]  | [ 41 ] |
| Marten Kingma                            | liberalen                 | Dokkum           | 22 februari 1859  | 14 september 1860 | [ 42 ] |
| Gijsbertus van der Linden                | thorbeckianen             | Almelo           | 20 september 1858 | 14-09-1862 [ e ]  | [ 43 ] |
| Pieter de Lom de Berg                    | conservatief-katholieken  | Roermond         | 20 september 1858 | 14-09-1862 [ e ]  | [ 44 ] |
| Aloysius Luyben                          | conservatief-katholieken  | 's-Hertogenbosch | 31 oktober 1859   | 14-09-1862 [ e ]  | [ 45 ] |
| Johannes Luyben                          | conservatief-katholieken  | 's-Hertogenbosch | 20 september 1858 | 18 september 1859 | [ 46 ] |
| Wilco Lycklama à Nijeholt                | conservatieven            | Sneek            | 20 september 1858 | 14-09-1862 [ e ]  | [ 47 ] |
| Willem van Lynden                        | antirevolutionairen       | Arnhem           | 17-09-1856 [ f ]  | 14 september 1860 | [ 48 ] |
| Æneas Mackay                             | antirevolutionairen       | Arnhem           | 20 september 1858 | 14-09-1862 [ e ]  | [ 49 ] |
| Evert du Marchie van Voorthuysen         | conservatieven            | Utrecht          | 17-09-1856 [ f ]  | 14 september 1860 | [ 50 ] |
| Karel Meeussen                           | thorbeckianen             | Breda            | 20 september 1858 | 14-09-1862 [ e ]  | [ 51 ] |
| Antonius Meijlink                        | conservatief-katholieken  | Eindhoven        | 20 september 1858 | 14-09-1862 [ e ]  | [ 52 ] |
| Haye Mensonides                          | liberalen                 | Hoorn            | 10 juli 1860      | 14-09-1862 [ e ]  | [ 53 ] |
| Joannes van Nispen van Sevenaer          | liberalen                 | Nijmegen         | 20 september 1858 | 14-09-1862 [ e ]  | [ 54 ] |
| Nicolaas Olivier                         | thorbeckianen             | Rotterdam        | 17-09-1856 [ f ]  | 14 september 1860 | [ 55 ] |
| Cornelis Oomen                           | liberalen                 | Breda            | 24 juli 1859      | 14 september 1860 | [ 56 ] |
| Johannes van der Poel                    | conservatieven            | Dordrecht        | 17-09-1856 [ f ]  | 14 september 1860 | [ 57 ] |
| Willem Poolman                           | conservatieven            | Amsterdam        | 24 april 1860     | 14 september 1860 | [ 58 ] |
| Johannes de Poorter                      | thorbeckianen             | 's-Hertogenbosch | 17-09-1856 [ f ]  | 14 september 1860 | [ 59 ] |
| Johan van Reede van Oudtshoorn           | antirevolutionairen       | Amersfoort       | 17-09-1856 [ f ]  | 28 maart 1860     | [ 60 ] |
| Karel Poortman                           | thorbeckianen             | Alkmaar          | 20 september 1858 | 14-09-1862 [ e ]  | [ 61 ] |
| Gerrit de Raadt                          | liberalen                 | Dordrecht        | 25 april 1860     | 14-09-1862 [ e ]  | [ 62 ] |
| Gerlach van Reenen                       | conservatieven            | Amsterdam        | 20 september 1858 | 14-09-1862 [ e ]  | [ 63 ] |
| Geert Reinders                           | liberalen                 | Zuidhorn         | 20 september 1858 | 14-09-1862 [ e ]  | [ 64 ] |
| Pieter Sander                            | conservatieven            | Dordrecht        | 20 september 1858 | 1 december 1859   | [ 65 ] |
| Rutger Schimmelpenninck van Nijenhuis    | conservatieven            | Leiden           | 17-09-1856 [ f ]  | 14 september 1860 | [ 66 ] |
| Willem Schimmelpenninck van der Oye      | conservatieven            | Zutphen          | 17-09-1856 [ f ]  | 1 april 1860      | [ 67 ] |
| Jan Slicher van Domburg                  | conservatieven            | Middelburg       | 20 september 1858 | 14-09-1862 [ e ]  | [ 68 ] |
| Bartholomeus Sloet tot Oldhuis           | thorbeckianen             | Zwolle           | 17-09-1856 [ f ]  | 14 september 1860 | [ 69 ] |
| Harm Stolte                              | conservatieven            | Amsterdam        | 17-09-1856 [ f ]  | 30 november 1859  | [ 70 ] |
| Lambertus Storm                          | thorbeckianen             | Breda            | 17-09-1856 [ f ]  | 3 juni 1859       | [ 71 ] |
| Carel Storm van 's Gravesande            | conservatief-liberalen    | Steenwijk        | 17-09-1856 [ f ]  | 14 september 1860 | [ 72 ] |
| Martin Strens                            | liberalen                 | Roermond         | 17-09-1856 [ f ]  | 14 september 1860 | [ 73 ] |
| Pieter Taets van Amerongen tot Natewisch | conservatieven            | Leiden           | 20 september 1858 | 14-09-1862 [ e ]  | [ 74 ] |
| Johan Rudolph Thorbecke                  | thorbeckianen             | Deventer         | 17-09-1856 [ f ]  | 14 september 1860 | [ 75 ] |
| Peter Tutein Nolthenius                  | conservatieven            | Hoorn            | 24 april 1860     | 14 september 1860 | [ 76 ] |
| Petrus van der Veen                      | conservatief-liberalen    | Assen            | 20 september 1858 | 14-09-1862 [ e ]  | [ 77 ] |
| Rembertus Westerhoff                     | thorbeckianen             | Appingedam       | 17-09-1856 [ f ]  | 14 september 1860 | [ 78 ] |
| Berend Wichers                           | thorbeckianen             | Groningen        | 20 september 1859 | 14 september 1860 | [ 79 ] |
| Edmond van Wintershoven                  | thorbeckianen             | Maastricht       | 17-09-1856 [ f ]  | 14 september 1860 | [ 80 ] |
| Willem Wintgens                          | conservatieven            | Delft            | 20 september 1858 | 14-09-1862 [ e ]  | [ 81 ] |
| Schelte Wybenga                          | conservatief-liberalen    | Sneek            | 17-09-1856 [ f ]  | 14 september 1860 | [ 82 ] |
| Jan Zijlker                              | thorbeckianen             | Appingedam       | 20 september 1858 | 14-09-1862 [ e ]  | [ 83 ] |
| Jacob van Zuylen van Nijevelt            | thorbeckianen             | Zwolle           | 20 september 1858 | 14-09-1862 [ e ]  | [ 84 ] |

1815-1818 ·
1818-1821 ·
1821-1824 ·
1824-1827 ·
1827-1830 ·
1830-1833 ·
1833-1836 ·
1836-1839 ·
1839-1842 ·
1842-1845 ·
1845-1848 ·
1848-1849 ·
1849-1850 ·
1850-1852 ·
1852-1853 ·
1853-1854 ·
1854-1856 ·
1856-1858 ·
1858-1860 ·
1860-1862 ·
1862-1864 ·
1864-1866 ·
1866 (sep) ·
1866-1868 ·
1868-1869 ·
1869-1871 ·
1871-1873 ·
1873-1875 ·
1875-1877 ·
1877-1879 ·
1879-1881 ·
1881-1883 ·
1883-1884 ·
1884-1886 ·
1886-1887 ·
1887-1888 ·
1888-1891 ·
1891-1894 ·
1894-1897 ·
1897-1901 ·
1901-1905 ·
1905-1909 ·
1909-1913 ·
1913-1917 ·
1917-1918 ·
1918-1922 ·
1922-1925 ·
1925-1929 ·
1929-1933 ·
1933-1937 ·
1937-1946 ·
1946-1948 ·
1948-1952 ·
1952-1956 ·
1956-1959 ·
1959-1963 ·
1963-1967 ·
1967-1971 ·
1971-1972 ·
1972-1977 ·
1977-1981 ·
1981-1982 ·
1982-1986 ·
1986-1989 ·
1989-1994 ·
1994-1998 ·
1998-2002 ·
2002-2003 ·
2003-2006 ·
2006-2010 ·
2010-2012 ·
2012-2017 ·
2017-2021 ·
2021-2023 ·
2023-heden
Overzicht historische zetelverdeling